# Wohnwagen
Ein Wohnwagen (Synonyme: Caravan, Campingwagen) ist ein Anhänger (fast immer ein Starrdeichselanhänger) für Kraftfahrzeuge, in dem sich eine Wohnungseinrichtung befindet. Wesentlicher Unterschied zu den Wohnmobilen (Reisemobilen) ist das Fehlen eines eigenen Antriebs. Anhängergespanne unterliegen in den meisten Ländern Geschwindigkeitsbeschränkungen (typischerweise 80 bis 100 km/h).

## Geschichte

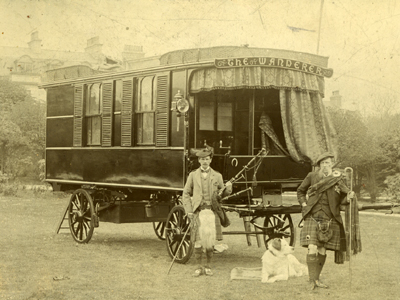
Ein früher Wohnwagen (Pferdewagen), Schottland, Ende 19. Jahrhundert

Erste „touristische Reisewagen“ wurden seit Ende des 19. Jahrhunderts in Großbritannien gefertigt. Es waren bisweilen sehr luxuriös eingerichtete, zweiachsige und anfangs noch von Pferden gezogene Gefährte (Pferdewagen oder Kutschen). Schon kurz nach Einführung des Automobils entstand hier im Jahre 1908 der erste „Caravan Club“. Zu Beginn des Zweiten Weltkrieges gab es auf den britischen Inseln mehrere tausend Wohnwagen.

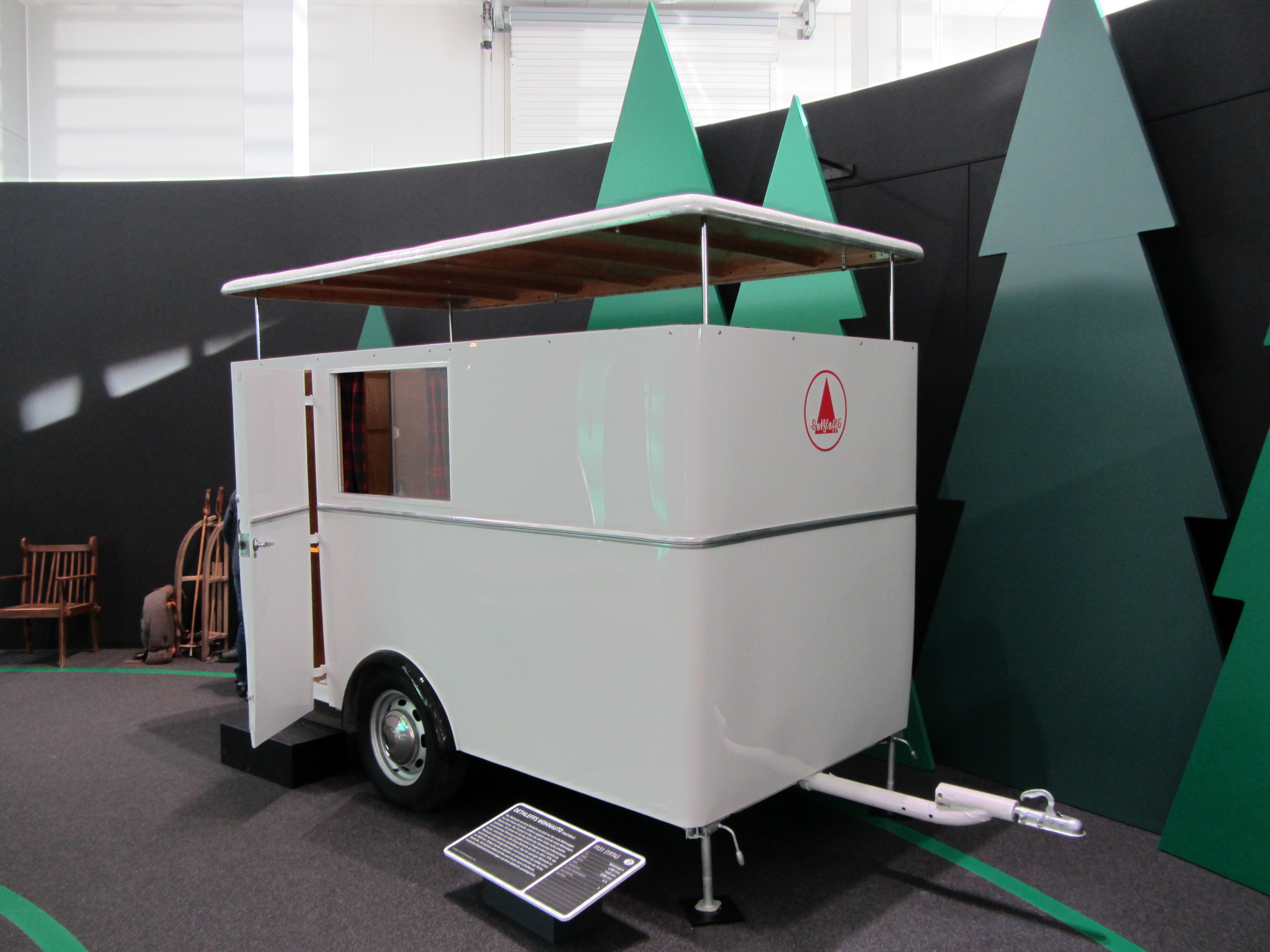
Dethleffs Wohnauto, Replik des ersten Caravans Deutschlands aus dem Jahre 1931

Das deutsche Pendant zum englischen „Reisewagen“ wurde von Arist Dethleffs (1908–1996) im Jahre 1931 erfunden. Der Peitschen- und Skistockvertreter nannte sein Gefährt „Wohnauto“ und erfüllte damit den Wunsch seiner Verlobten, der Malerin Fridel Edelmann, die sich, wie sie in einem Brief an ihren künftigen Ehemann schreibt, „so etwas Ähnliches wie einen Zigeunerwagen, in dem wir gemeinsam fahren und ich noch malen könnte“, vorstellte. „Wohnauto“ war ein irreführender Begriff, denn es handelte sich dabei um einen richtigen (Wohn-)Anhänger. Er wurde zu Ostern des folgenden Jahres fertiggestellt.
Das „Wohnauto“ wurde zu einer Art Hochzeitsgeschenk. Die Frischvermählten bereisten damit noch im selben Jahr die Republik und sorgten für Aufsehen, so dass schon bald zahlreiche Bestellungen bei dem Erfinder eingingen. Dethleffs verlegte sich kurze Zeit später auf die serielle Produktion seines mittlerweile modifizierten „Wohnautos“ und gründete das Unternehmen Dethleffs. Unter dem Markennamen werden bis heute Wohnmobile und Wohnwagen hergestellt.
Zu einer Verbreitung der Wohnwagen kam es ab den 1950er Jahren. 1977 kamen in Westdeutschland bereits 26 Campinganhänger auf 1000 Pkw, besonders hoch war deren Verbreitung in Holland und Irland mit 87 bzw. 82 Campinganhängern je 1000 Pkw. Auch in Osteuropa verbreiteten sich Campinganhänger, sie wurden jedoch nicht in großen Stückzahlen am Fließband hergestellt, wie es beispielsweise bei Tabbert der Fall war. In der DDR waren Wohnwagen oft nur mit langen Wartezeiten erhältlich und entwickelten sich zu einem Statussymbol. Entsprechend den Möglichkeiten der verfügbaren Fahrzeuge handelte es sich um relativ kleine Einachser sowie verschiedene Wohnzeltanhänger vor allem der Klappfix-Baureihe. In den 1950er Jahren wurden mangels Serienwagen verschiedene Einzelanfertigungen gebaut und besprochen.

## Typen
Wohnwagen gibt es in verschiedenen Grundversionen:
- als Zeltklapp-Wohnwagen, der eigentlich ein aus einem Anhänger ausklappbares Zelt ist (Beispiel: Faltmeister, Klappfix, Rhön Universal),
- als Teardrop-Anhänger in Tropfenform, auch als Motorradanhänger.
- als Klapp-Wohnwagen, der immerhin feste Seitenwände hat, aber während der Fahrt die Benutzung des Innenspiegels im Zugfahrzeug ermöglicht und vor allem aerodynamische Vorteile hat (Beispiel: die Wagen der französischen Fa. Esterel),
- als Fahrradwohnwagen. Kleine, sehr leichtgebaute Wohnwagen, die von einem (E-)-Fahrrad gezogen werden können. Sie können als ganz oder teilweise einklappbare Anhänger ausgeführt sein. Auch der Selbstbau ist möglich,[7]
- als Wohnwagen mit Hubdach, der für die Dauer der Fahrt eine etwas geringere Höhe hat als im Wohnbetrieb (Beispiel: Eriba Touring-Serie von Hymer),
- als klassische Wohnwagen, dessen Wände feststehen.

Die ersten vier Kategorien sind in nur sehr geringen Stückzahlen vertreten. Häufiger werden Hubdach-Wohnwagen angetroffen, welche von mehreren Herstellern angeboten werden. Der ganz überwiegende Anteil der Wohnwagen fällt aber in die letzte Gruppe der „klassischen“ Wohnwagen.
Bei den klassischen Wohnwagen wird mitunter zwischen
- Mini-Wohnwagen,
- Touring- oder Reisewohnwagen – die häufigste Variante – und
- Groß- oder Luxus-Wohnwagen, die nur von entsprechend großen und kräftig motorisierten Zugfahrzeugen gezogen werden können,

unterschieden. Es gibt aber keine verbindliche Definition für diese Unterscheidungen; die Grenzen sind fließend.
Von Wohnwagen zu unterscheiden sind Mobilheime, die nur mit Hilfe von Traktoren oder auf Tiefladern von Lkw bewegt werden und sich für die Reise nicht eignen, da sie kein geeignetes Fahrgestell und keine Bremsen haben. Sogenannte „Gartenlauben auf Rädern“ sind Mobilheimen ähnlich, haben aber ein geeignetes Fahrgestell.

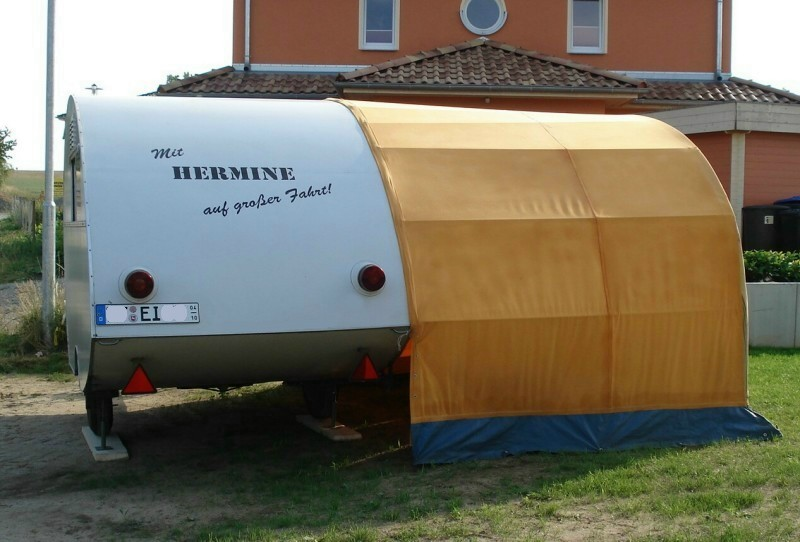
Früher Wohnwagen, entwickelt in den 1930er Jahren: Das Dübener Ei
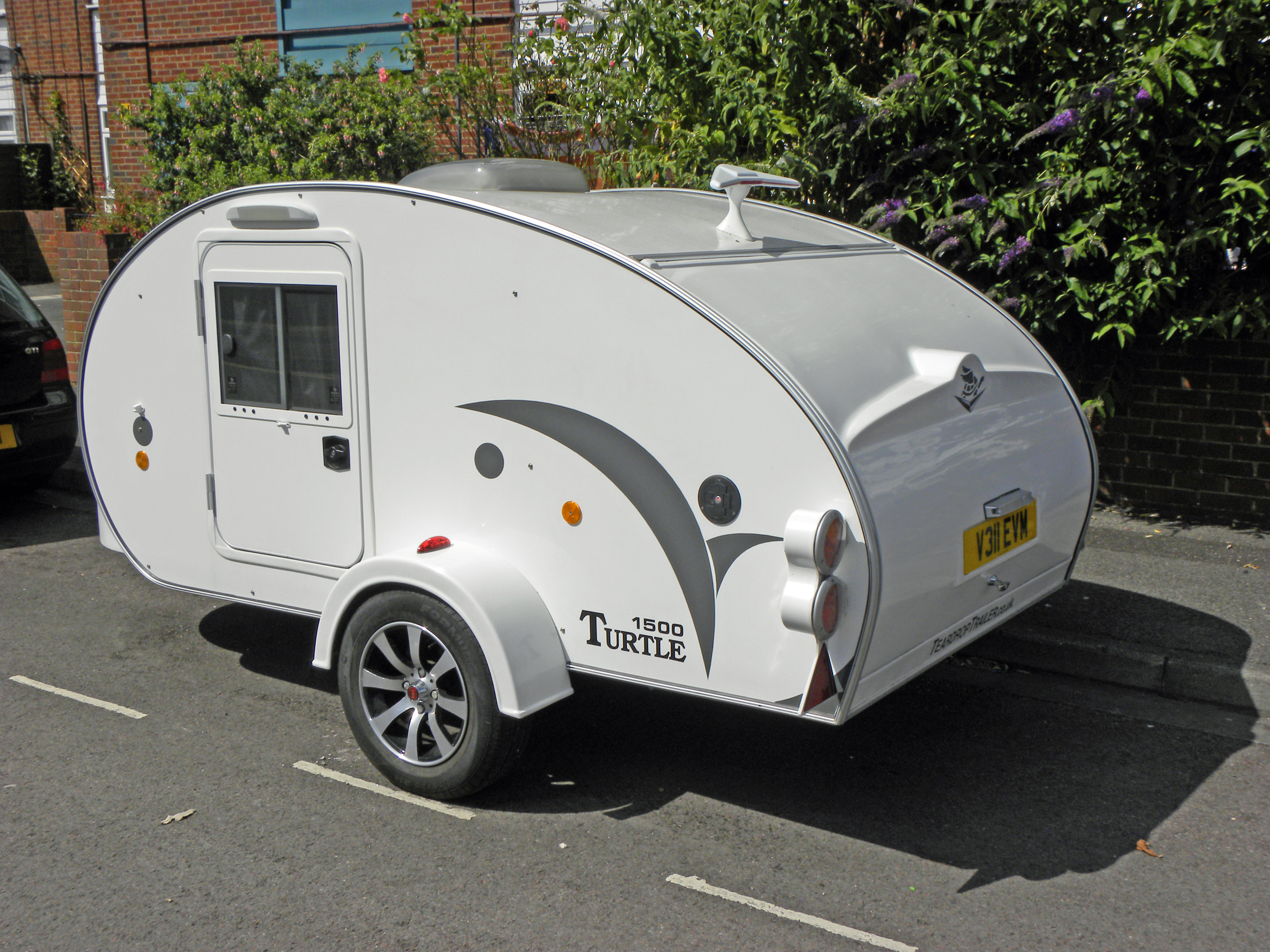
Teardrop-Wohnwagen, hier eine modernere Ausführung
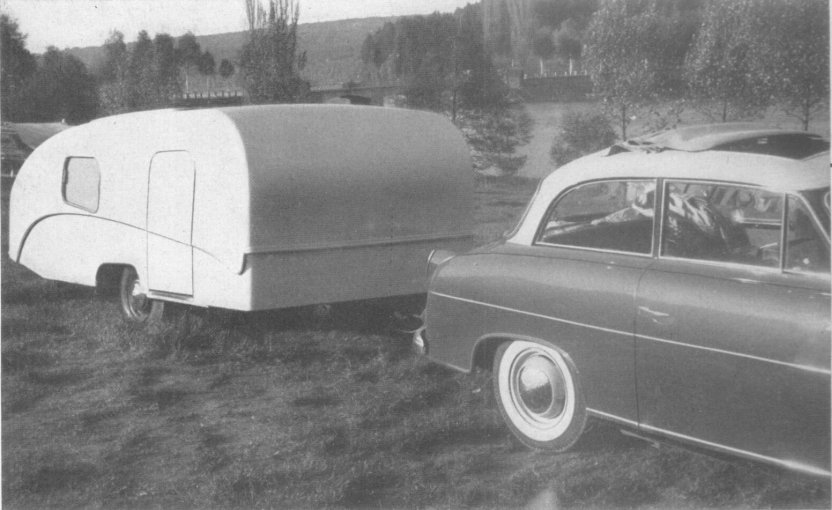
GFK-Klappwohnwagen Bummelant Bj. 1952, konstruiert und hergestellt von Karl Kutschelis in Unna.
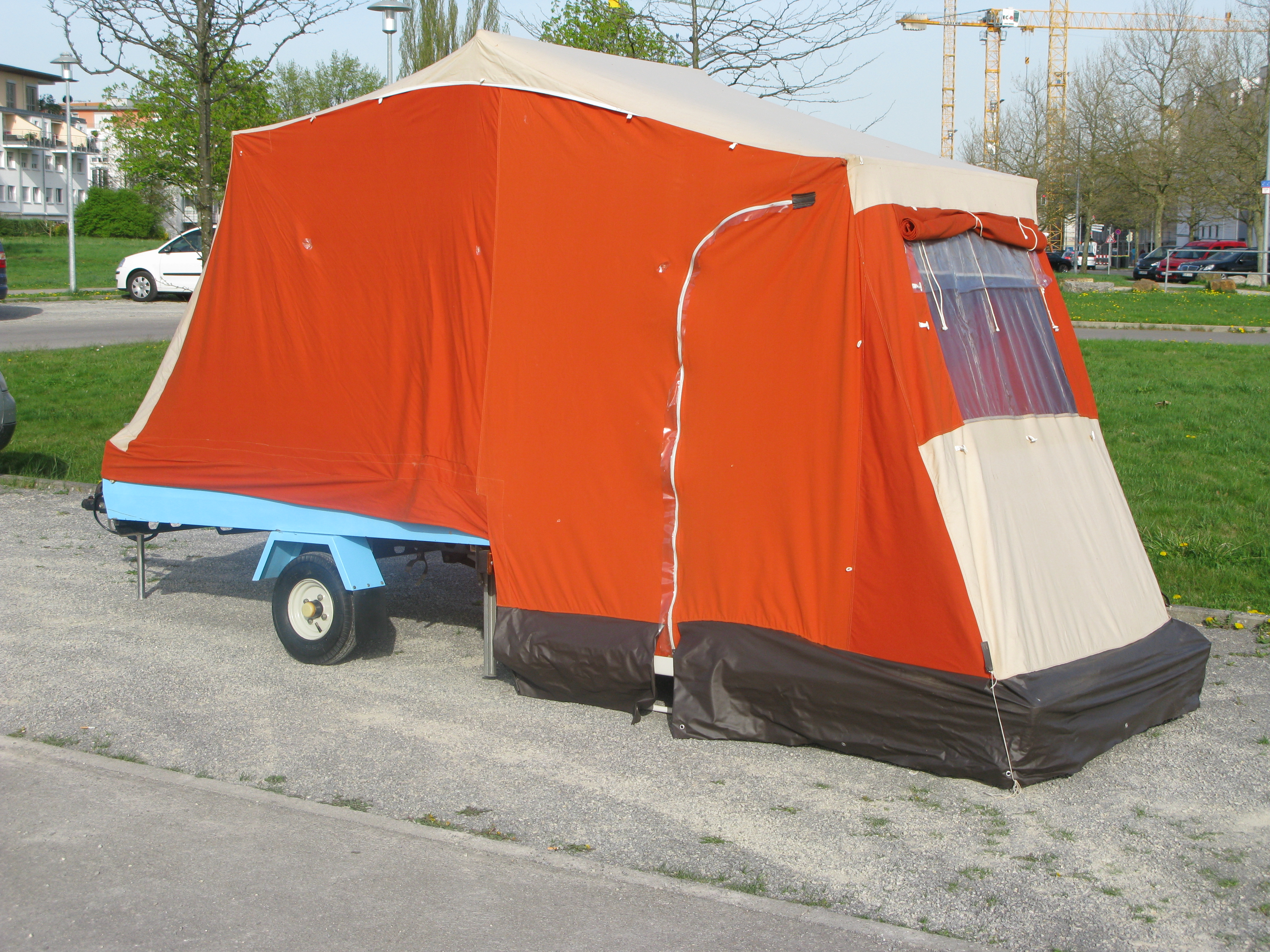
Zeltklapp-Wohnanhänger (Typ Rhön Universal)
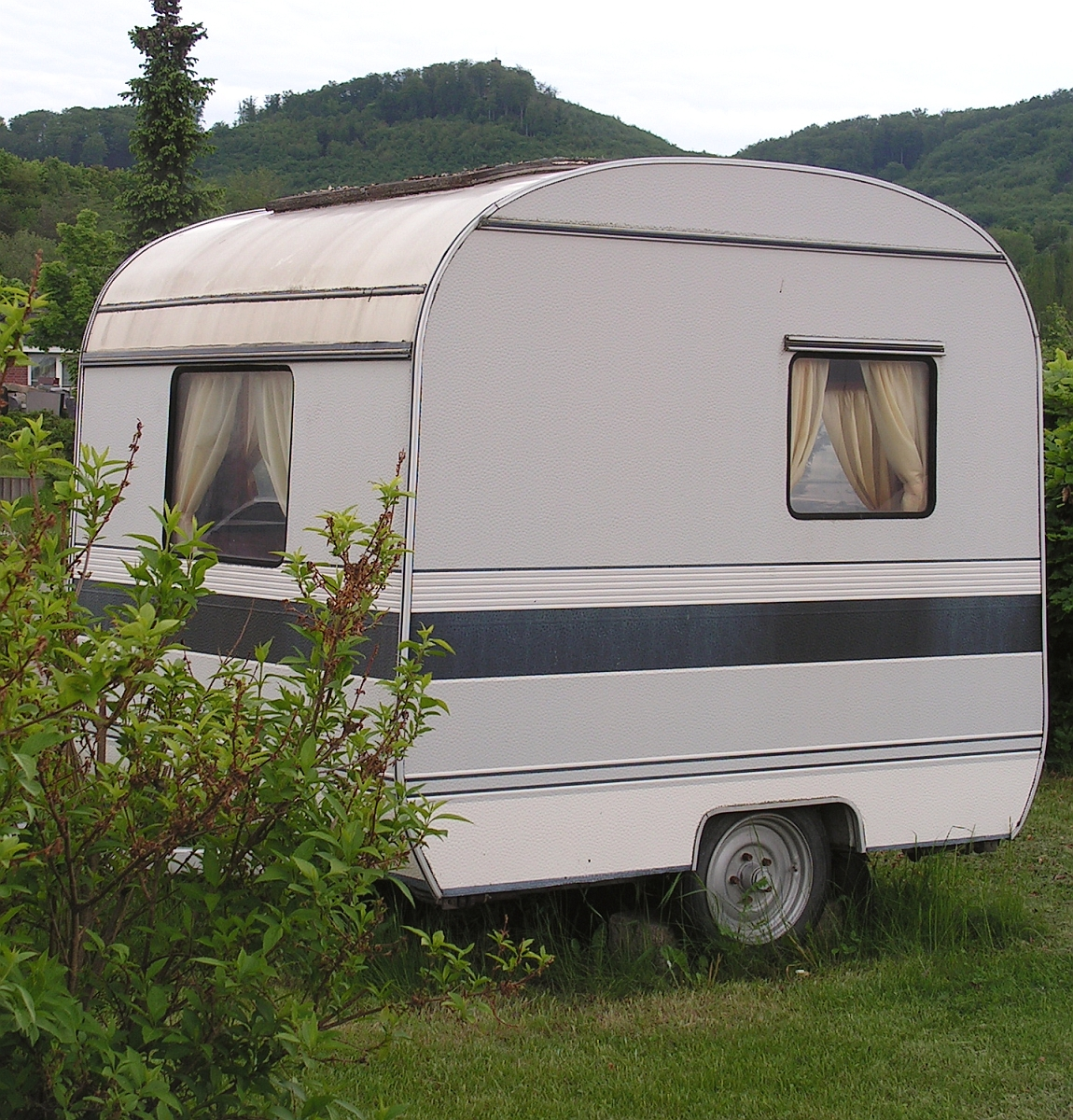
Mini-Wohnwagen aus der DDR (Weferlinger Heimstolz LC9 – 200)
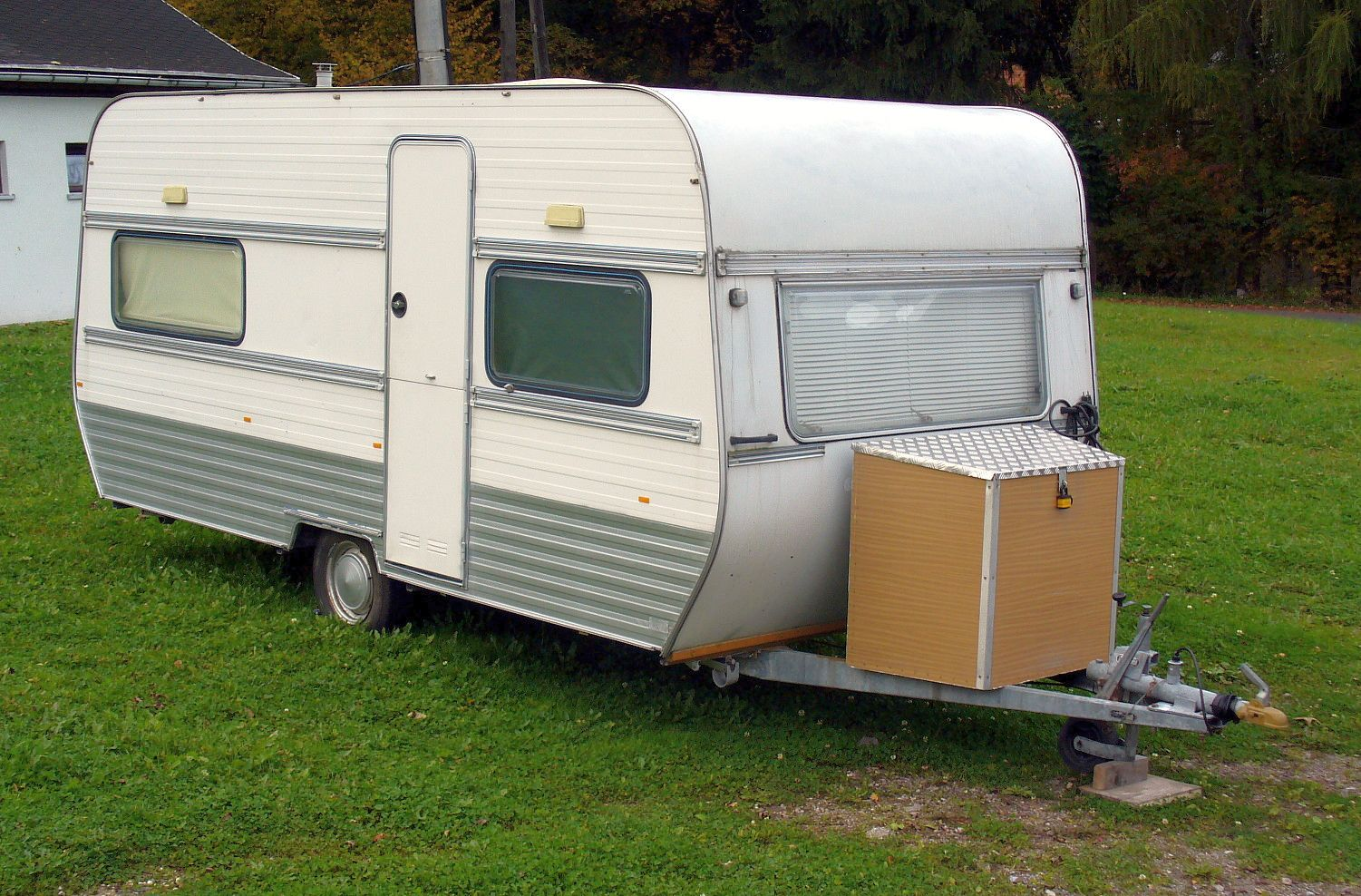
Älterer, klassischer Wohnwagen
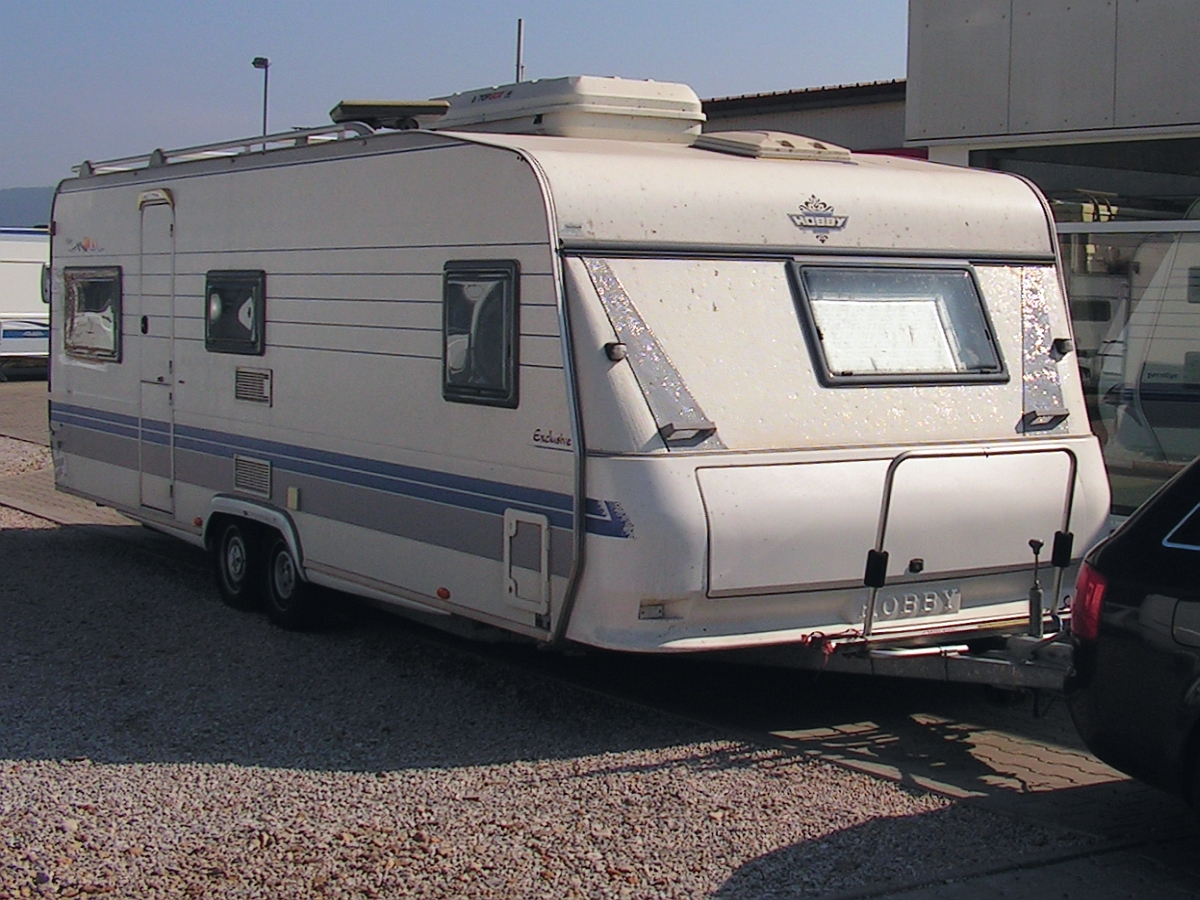
Großer Wohnwagen mit Tandemachse des Herstellers Hobby
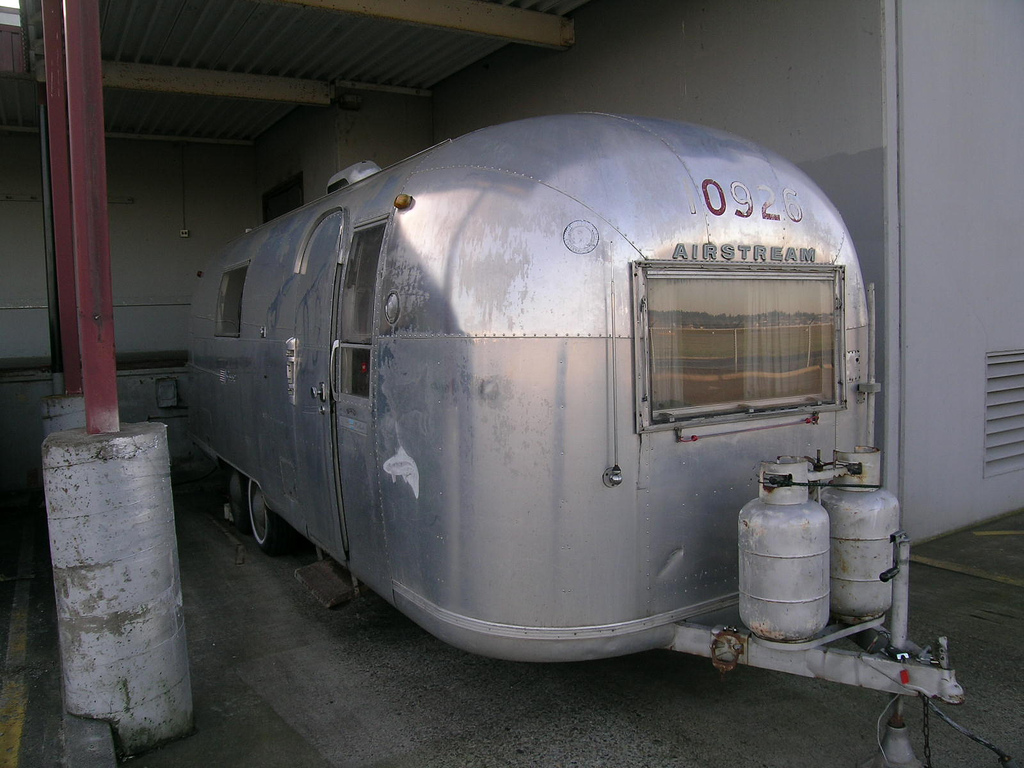
US-amerikanischer Airstream-Wohnwagen
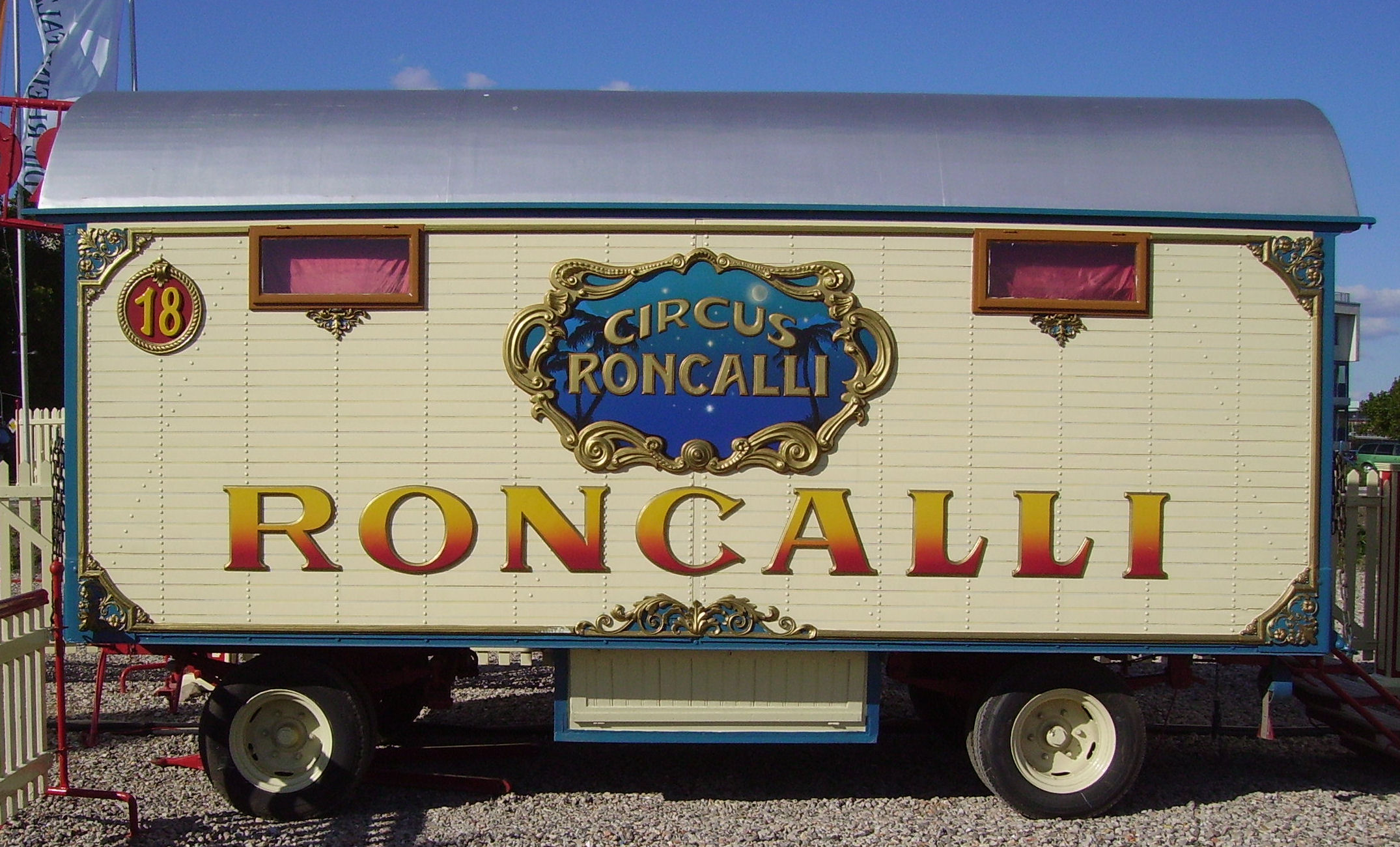
Zirkuswagen

## Aufbau und Ausstattung
Der Aufbau besteht oft aus einem Rahmen, der außen mit Aluminiumblech und innen mit einer Kunststoff- oder Holzverkleidung beplankt ist, während dazwischen mit Kunststoffschaum (oft Polystyrol oder Polyurethan) isoliert wird. Gewöhnliche Wandstärke ist 30 bis 40 mm, bei hochwertigen Modellen bis zu 50 mm. Der Rahmen besteht bei einigen wenigen Modellen aus Metall (Beispiel: Eriba Touring), in den meisten Fällen aus Holz.
Einige wenige Wohnwagen haben eine Hülle aus Polyester, die leichter repariert werden kann und kaum verrottet
(Beispiele: QEK Junior, Intercamp / Berger Oase, Lander Graziella).
Zunehmend werden auch Fahrzeuge aus glasfaserverstärktem Kunststoff (GFK) gefertigt; die Verwendung von GFK dient eher der besseren Haltbarkeit. Insbesondere Witterungseinflüsse wie Hagel werden z. B. durch ein GFK-Dach, zunehmend auch GFK-Wände, besser kompensiert. Auch die Bodenplatte wird zunehmend aus GFK-Materialien gefertigt. Probleme durch Verrottung von Holz im Aufbau von Wohnwagen durch eindringende Feuchtigkeit entfallen dadurch.
Große (Luxus-)Wohnwagen können bis zu 8 m lang und 2,50 m breit sein. Typische Reisewohnwagen haben eine Aufbaulänge bis zu 4,50 m und eine Breite von 2,10–2,30 m und bieten je nach Innenausstattung bis zu sechs Schlafplätze. Zwei der Plätze sind meist nur für Kinder geeignet, oftmals in Form von Etagenbetten. Schlafplätze können tagsüber zu Sitzgruppen umgebaut werden; zur Gegensitzgruppe (man sitzt sich gegenüber) oder U-Sitzgruppe bzw. Hecksitzgruppe (man sitzt an drei Seiten um den Tisch herum). Auch Reisewohnwagen werden mitunter als Wochenendunterkunft im sogenannten Dauercamping benutzt.
Immer häufiger am Markt zu finden sind Familien-Caravans mit bis zu sieben Schlafplätzen. Meist gibt es ein festes Doppelbett, zwei bis drei feststehende Etagenbetten für die Kinder, sowie eine Sitzgruppe, die nochmals zum Doppelbett umgebaut werden kann.
Übliche Ausstattung (außer bei sehr kleinen Wohnwagen) ist heutzutage ein Küchenblock mit einem zwei- oder dreiflammigen Gaskocher, einem Kühlschrank (Standard ca. 70–90 l; aber auch bis über 150 l – diese großen Kühlschränke können als Absorber-Ausführung während der Fahrt nicht mit der 12V-Stromversorgung des Zugfahrzeuges betrieben werden) und einer Spüle. Die meisten Kühlschränke sind Absorberkühlschränke, die mit 230 Volt Wechselspannung, mit 12 Volt Gleichspannung oder mit Flüssiggas (Propan- bzw. Butangas) betrieben werden können. Diese Geräte arbeiten völlig geräuschlos. Kompressorkühlschränke haben bei geringerer Leistungsaufnahme eine höhere Kühlleistung, sind jedoch vorwiegend nur für eine Stromversorgung (z. B. 12/24 V, seltener auch optional 230 V) ausgelegt. Ihr Betrieb ist nicht geräuschlos. Marktführer bei den Caravankühlschränken ist die Firma Dometic (ehemals Electrolux). Ebenfalls bietet die Firma Thetford solche an.
Seltener findet man auch Mini-Geschirrspülmaschinen und -Backöfen.
Im Gasflaschenkasten (früher Deichselkasten) können kleine 5-kg- oder 11-kg-Gasflaschen untergebracht werden.
Die Wasserversorgung erfolgt aus tragbaren Kanistern oder fest eingebauten Tanks mit einer Kapazität von 10 bis 70 l. Das Abwasser wird meist in einen untergestellten Eimer, Kanister oder aber in einen geschlossenen Abwasserbehälter (verschiedene Bauarten, in manchen Ländern Vorschrift) geleitet. Auf entsprechend ausgestatteten Campingplätzen können Frisch- und Abwasser fest angeschlossen werden, bisweilen auch Gas.
Vom Vorratsbehälter im Wohnwagen zum Wasserhahn und zur Toilette und Dusche wird das Wasser gepumpt. Die elektrische Pumpe wird durch Kontakte an den Wasserhähnen oder einen Druckschalter in der Wasseranlage gesteuert. Früher gab es Fußschalter, welche man zur Wasserentnahme betätigen musste. Um einer Verkeimung des Wassers im Tank vorzubeugen und bei zweifelhafter Wasserqualität wird die Zugabe von im Handel angebotenen Entkeimungsmitteln zum Beispiel auf Silberionen-Basis oder auch Chlor empfohlen.
Elektrische Kleinboiler zur Heißwasserbereitung (z. B. Truma-Therme mit 5 l Inhalt) versorgen Bad und Küche. Ebenso werden Gasboiler mit 10–14 l Kapazität zur Warmwasserbereitung verbaut.
Nasszellen mit Waschbecken, meist auch mit Kassettentoilette gehören in der Regel zur Grundausstattung. Durch eine Serviceklappe kann der Fäkalientank zur Entsorgung entnommen werden. Vor allem größere Wohnwagen können auch über eine Dusche verfügen. Dabei dient die Duschtasse oft als Nasszellenboden und ist an den Grauwassertank angeschlossenen. Grauwassertanks werden separat entleert, Frischwassertanks von außen befüllt.
Für Wintercamping haben fast alle Wohnwagen eine Gasheizung; einer der führenden Hersteller ist die Firma Truma. Eine gleichmäßige Temperaturverteilung wird mit einer Warmluft-Verteilanlage erreicht. Winterrückenlehnen mit Abstandhaltern zwischen den Polstern und den Außenwänden ermöglichen eine Hinterlüftung, um Schwitzwasserbildung zu vermeiden. Auch werden Fußbodenheizung und Heizungen mit Warmwasserkreislauf angeboten.
Beim Fahren muss die Gasanlage ausgeschaltet werden, wenn sie nicht für den Betrieb während der Fahrt zugelassen ist.
Der Handel bietet eine automatische, druckgesteuerte Umschaltung an, die auf eine zweite Gasflasche schaltet, sobald der Gasvorrat der ersten Gasflasche verbraucht ist. Ein überraschender manueller Flaschenwechsel wird somit vermieden.
Die Fahrgestelle der meisten Wohnwagen stammen von den Herstellern AL-KO, BPW Bergische Achsen oder Knott GmbH. Die Modelle sind mittels Auflaufbremse gebremst. Bremst der Zugwagen, läuft der Wohnwagen zunächst von hinten auf das Zugfahrzeug auf. Durch den Druck der Deichsel auf die Kugelstange der Anhängerkupplung wird nun die Bremsanlage des Wohnwagens, grundsätzlich handelt es sich um eine Trommelbremse, betätigt. Durch ein starkes Anschrägen der Backenbetätigung wird zum einen ein Servo-Effekt erreicht, zum anderen ein problemloses Rückwärtsfahren dadurch ermöglicht, dass beim Rückwärtsrollen nur eine ganz geringe, vernachlässigbare Bremswirkung entsteht. Ältere Wohnwagen hatten bis ca. in die 1970er Jahre hinein noch eine von Hand einzulegende Rückfahr-Sperre an der Deichsel, die den Auflaufbremsmechanismus zum Rückwärtsfahren außer Kraft setzte.
Ein vom Zugfahrzeug abgekuppelter Wohnwagen kann in der Regel von Hand rangiert werden; fernbediente elektrische Rangierhilfen erleichtern das Rangieren.
Die meisten Camper verwenden ein Vorzelt oder Sonnendach vor dem Wohnwagen. Hierdurch wird die Nutzfläche stark vergrößert. Das Vorzelt wird als Windfang bzw. Wetterschutz, zum Abstellen von Gegenständen oder auch zum Trocknen von Kleidung verwendet. Hier wird auch häufig gekocht.
Neue Modelle sowie Zubehör werden auf Camping- und Freizeitmessen vorgestellt. Im deutschsprachigen Raum (Deutschland, Österreich, Schweiz) werden jährlich über 20 Fach- und zahlreiche weitere Hausmessen der Händler abgehalten. Zu den größten und bekanntesten Messen zählen der Caravan Salon in Düsseldorf, die f.re.e in München, oder die CMT in Stuttgart.

## Rechtliches

### Führerschein
Für Anhänger mit mehr als 750 kg zulässiger Gesamtmasse muss nach EU-Recht bei der Überschreitung von Grenzwerten (z. B. zulässiger Gesamtmasse von Fahrzeug und Anhänger gemeinsam größer als 3,5 t) ein zusätzlicher Anhängerführerschein (Klasse BE) erworben werden, es sei denn, die Berechtigung ist bereits nach ehemaligem nationalen Recht erteilt worden. Mit dem Besuch eines aus theoretischen und praktischen Elementen bestehenden Fahrschulkurses ohne Prüfung kann die Schlüsselzahl 96 zur Führerscheinklasse B erworben werden, die zum Fahren von Gespann-Kombinationen bis 4,25 t zulässiger Gesamtmasse berechtigt.

### Fahren
Im Regelfall sind seitliche Zusatzspiegel am Zugfahrzeug erforderlich, um die gemäß § 56 Abs. 1 StVZO erforderliche Sicht nach hinten zu gewährleisten.
In den meisten europäischen Staaten gilt für Wohnwagen – wie für andere Anhänger auch – eine Geschwindigkeitsbegrenzung.
Für die Verbesserung der Fahrstabilität gibt es zusätzliche Hilfen wie Anti-Schlinger-Kupplungen.

#### Rechtliche Situation in Deutschland

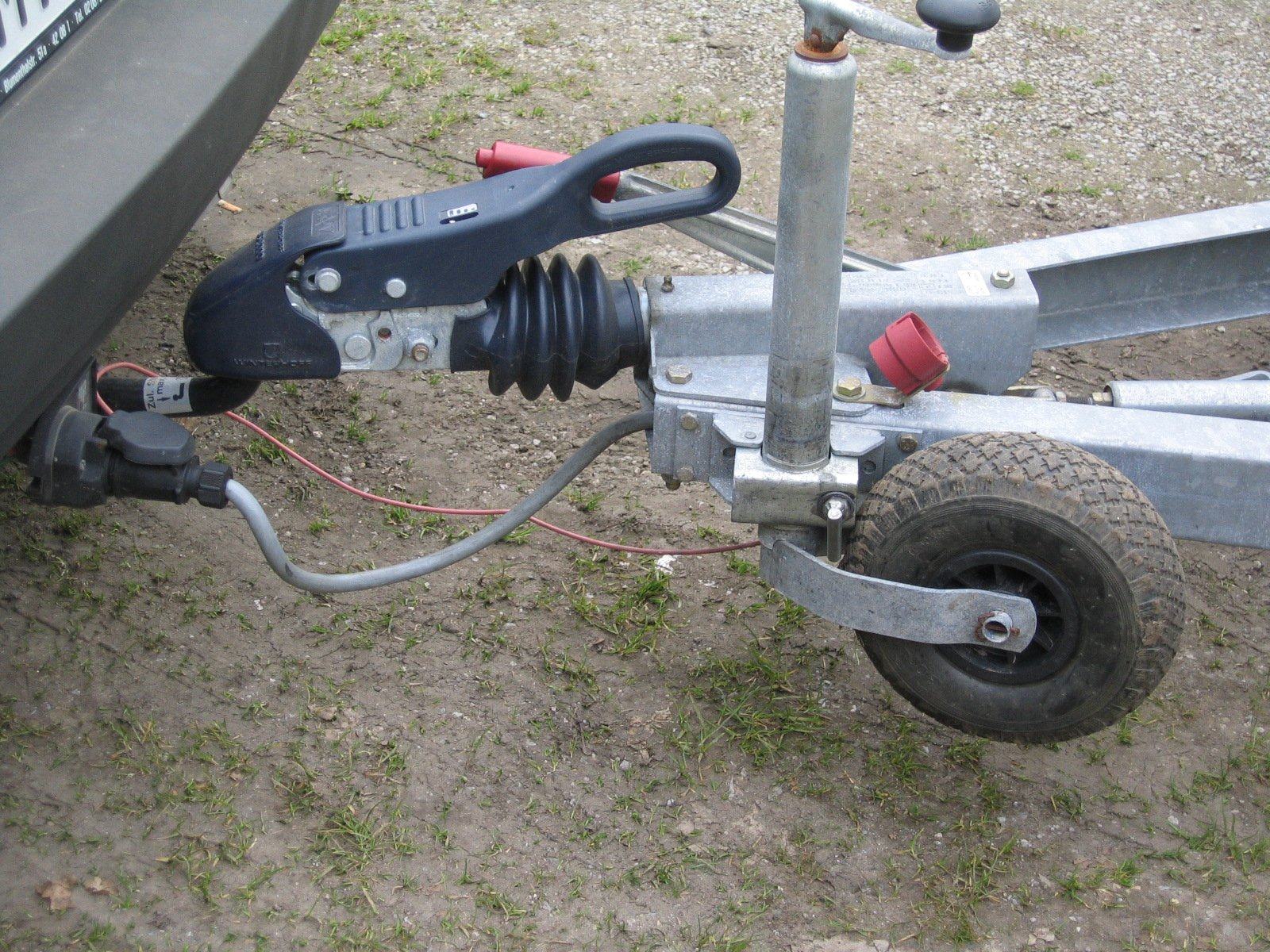
Verbindung vom Wohnwagen zum Auto, Modell mit Schlingerdämpfer

Beim Anhängen eines Wohnwagens an einen Pkw ist die zulässige Anhängelast des Pkw zu beachten und die zulässige Gesamtmasse des Gespanns (siehe Zulassungsbescheinigung Teil I unter O.1/O.2; Ziffern 28/29 im alten deutschen Fahrzeugschein). Dabei zählt die tatsächliche Masse des Anhängers ohne Stützlast, nicht seine zulässige Gesamtmasse.
Im Geltungsbereich der deutschen StVO ist für (Wohnwagen-)Gespanne die Höchstgeschwindigkeit grundsätzlich auf 80 km/h beschränkt. Eine Geschwindigkeit von 100 km/h kann auf Autobahnen (Zeichen 330.1) und Kraftfahrstraßen (Zeichen 331.1) gefahren werden, wenn folgende Voraussetzungen erfüllt sind:
- Das Zugfahrzeug ist mit einem Antiblockiersystem (ABS) ausgerüstet.
- Die zulässige Gesamtmasse eines Zugfahrzeuges darf nicht mehr als 3,5 t betragen.
- Der Wohnwagen muss hydraulische Stoßdämpfer haben.
- Die zulässige Gesamtmasse des Wohnwagens darf maximal 80 % der Leermasse des Zugfahrzeugs betragen; 100 %, wenn der Anhänger über eine Stabilisierungseinrichtung gemäß ISO 11555-1 der Fassung vom 1. Juli 2003 oder mit einer anderen technischen Einrichtungen, zu denen ein Gutachten (ABE oder Betriebserlaubnis) vorliegt, das einen sicheren Betrieb der Kombination bis 120 km/h bestätigt, ausgestattet ist oder das Zugfahrzeug mit einem speziellen elektronischen, fahrdynamischen Stabilitäts-System für Anhängerbetrieb ausgestattet ist, über das eine Bestätigung des Herstellers vorliegt und das in den Fahrzeugpapieren eingetragen ist.
- Die Reifen des Caravans müssen  jünger als sechs Jahre sein (Herstellungsdatum gemäß DOT-Nummer) und mindestens der Geschwindigkeitskategorie L (= 120 km/h) entsprechen.
- Die Stützlast der Kombination ist an der größtmöglichen Stützlast des Zugfahrzeugs oder des Anhängers zu orientieren, wobei als Obergrenze der jeweils kleinere Wert gilt.

Die aktuelle Tempo-100-Verordnung für Caravan-Kombinationen ermöglicht es rund 80 Prozent der Caravan-Besitzer, auf Autobahnen und Kraftfahrstraßen (Zeichen 331.1) 100 km/h zu fahren. Sind die Voraussetzungen nicht mehr erfüllt (z. B. Wechsel auf ein leichteres Zugfahrzeug oder Reifenalter über sechs Jahre), darf mit dem Gespann nur maximal 80 km/h gefahren werden.
Sofern im Ausland höhere Geschwindigkeiten zugelassen sind (z. B. Frankreich, zul. Höchstgeschwindigkeit auf Autobahnen 130 km/h), ist die nach Bauart festgelegte Höchstgeschwindigkeit des Anhängers maßgeblich. Die Betriebserlaubnis eines Wohnwagens gibt die maximale Geschwindigkeit vor. Ein Unfall bei höheren Geschwindigkeiten kann daher zum Verlust der Versicherungsleistung führen.

### Parken
Die Regelungen zum Parken von Wohnwagen sind in der EU nicht einheitlich. In Deutschland dürfen Wohnwagen ebenso wie andere Anhänger von Kraftfahrzeugen am Straßenrand sowie auf öffentlichen Parkplätzen ohne angehängtes Zugfahrzeug nicht länger als zwei Wochen geparkt werden. Dies gilt nicht auf besonders gekennzeichneten Parkplätzen. Entgegen weit verbreiteter Ansicht wird durch Verschieben des Wohnwagens um wenige Meter oder kurzzeitiges Entfernen und Wiederabstellen eine längere Parkdauer nicht legalisiert. Stattdessen wird lediglich den Ordnungsbehörden der Nachweis des Parkverstoßes erschwert. Damit die zweiwöchige Höchstparkdauer von neuem beginnt, muss der Parkvorgang wirksam unterbrochen werden. Nach einem Urteil des Oberlandesgerichts Frankfurt ist hierfür jedoch auch ein 30-minütiges Umherfahren nicht ausreichend.

## Fahrphysik, Geschwindigkeit, Stabilität, Eigenheiten

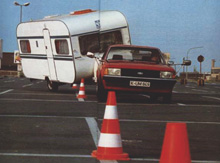
Aufschaukeln des Wohnwagens kann zu Unfällen führen

Ein Wohnwagengespann sicher und zügig zu fahren, erfordert zumeist eine erhebliche Umstellung der Fahrgewohnheiten. Schon die größere Breite eines Gespannes und das Abbiegen an engen Ecken erfordert Eingewöhnung.
Der Antriebsstrang eines Pkw wird im Wohnwagenbetrieb zusätzlich belastet. Für den Gespannbetrieb sind daher Motoren vorteilhaft, die über ein hohes Drehmoment schon bei niedrigen Drehzahlen verfügen. Das sind vor allem moderne Diesel- und Ottomotoren mit Aufladung und Direkteinspritzung oder großvolumige sechs- oder Mehrzylindermotoren.
Auch für Gespanne gilt, dass ein Mitschwimmen im fließenden Verkehr die wirtschaftlichste und sicherste Fahrweise ist. So wird Überholen auf ein Mindestmaß reduziert.
Die Bremsen eines Pkw werden trotz Auflaufbremse des Wohnwagens im Gespannbetrieb höher belastet. Bei langen Passabfahrten kann die Bremsleistung infolge Überhitzung (Fading) merklich nachlassen.
Ein Wohnwagengespann neigt zu Schwingungen. Unebenheiten der Fahrbahn werden deutlicher wahrgenommen als im Solobetrieb (Nicken). Bei höheren Geschwindigkeiten neigen Gespanne zum seitlichen Pendeln, insbesondere bei falscher Beladung (Hecklastigkeit). Eine aerodynamische Wechselwirkung besteht beim Überholen. Ein größtmöglicher seitlicher Abstand ist anzustreben, denn es gibt einen Bereich des seitlichen „Ansaugens“ und „Wegdrückens“ im schnellen Wechsel. Besonders durch große und schnell vorbeifahrende Fahrzeuge (z. B. Kleintransportern und Bussen) kann das Gespann ins Schlingern kommen. Einem gefährlichen Pendeln kann durch beherztes Bremsen entgegengewirkt werden.
Gängige Maßnahmen zur Sicherung der Fahrstabilität eines Gespanns sind:
- Ausrüsten des Gespannes mit einer Stabilisierungseinrichtung – dann auf fettfreien Kupplungskopf achten
- Ausrüsten des Zugfahrzeuges mit stärkeren Federn oder Niveauausgleichsautomatik, intakte Stoßdämpfer, ausreichender Reifendruck
- Prüfen der zulässigen Stützlast mittels Stützlastwaage
- auf seitenwindgefährliche Situationen einstellen (Überholen von Lkw, Brücken, Tallagen)
- die maximale Geschwindigkeit beachten
- hohes Gewicht des Zugwagens anstreben und schwere Objekte im Zugfahrzeug transportieren
- die zulässige Achslast nicht überschreiten
- alles Schwere im Wohnwagen möglichst tief und möglichst nahe an der Achse verstauen oder verzurren, daher keine schweren Gegenstände in die Oberfächer
- keine Überladung von Zugfahrzeug und Wohnwagen
- Satellitenantenne flach abklappen

## Marken und Hersteller
- Lander Italien, produzierte von 1973 bis 1984 das Model Graziella.
- Niewiadow Polen, produziert seit 2010 auch wieder die ursprünglichen N126 Wohnwagenmodelle mit Hubdach.
- ABI, Großbritannien fertigte in den 1980er und 1990er Jahren Wohnwagen, konzentriert sich heute auf Mobilheime
- Beyerland zeitweise in Lizenz produzierte Wohnwagen der Firmen ABI oder Cristall, heute nicht mehr am Markt vertreten. Rechte liegen bei der Firma KIP

Französische Hersteller:
- Rapido (Rapido, Esterel), Klappwohnwagen
- Trigano-Konzern (u. a. Caravelair, Sterckeman)
  - Autostar (Frankreich) 1998
  - Caravans International (Italien) 1999
  - Arca (Italien) 1999
  - Auto-Trail (Großbritannien) 1999
  - La Mancelle (Frankreich) 2000
  - Benimar (Spanien) 2002
  - Périgord (Frankreich) 2004
  - Eura Mobil (Deutschland) 2005
  - Karmann-Mobil (Deutschland) 2005
  - Notin (Frankreich) 2012
  - SEA (Italien) 2013
  - Rimor (Italien) 2015
  - Adria Mobil (Slowenien) 2017

NL-Hersteller:
- Biod, niederländischer Hersteller
- Cristall ist mit dem Konkurs der holländischen Gruppe Tirus nicht mehr am deutschen Markt
- Kip, bekannt für kompakte Reisecaravans

US-Hersteller:
- Airstream
- Winnebago, US-amerikanischer Hersteller, in Europa nicht auf dem Markt

Schwedische Hersteller (stellen primär wintertaugliche Caravans her)
- Cabby
- Kabe (besonders wintertauglich: Alde Heizung, wasserbasiert mit Fußbodenheizung)
- Polar
- Solifer

Deutsche Hersteller
- Beisl
- Teardrop Caravan Ascheberg
- Weippert
- Corsar, ehemaliger Hersteller aus Marl/NRW
- Eura Mobil, produziert heutzutage jedoch nur noch Reisemobile, keine Wohnwagen mehr
- SEALANDER Schwimmcaravan, erstmals präsentiert auf dem Caravan Salon 2011 in Düsseldorf

Hobby-Wohnwagenwerk Ing. Harald Striewski GmbH (derzeit einer der größten Hersteller mit ca. 25 % Gesamtanteil) mit den Marken
- Hobby
- Fendt

Erwin Hymer Group mit den Marken
- Eriba, Name leitet sich her von Erwin Hymer und Erich Bachem (=ERIch BAchem; Spitzname aus Studienzeiten), seit 1957
- Hymer
- T.E.C.
- Bürstner
- Dethleffs
- Laika Caravans
- LMC

Hymer, gefertigt im Gemeinschaftsunternehmen von Hymer & Dethleffs:
- Sunlight
- Capron (Neustadt i. Sachsen), seit 2006, Produktionsstopp für Wohnwagen und Konzentration auf Wohnmobile seit Sommer 2016
- Carado

Knaus Tabbert Gruppe mit den Marken
- Knaus
- Tabbert
- Eifelland (ehemalige Marke)
- Wilk (Produktion zwischenzeitlich eingestellt)
- T@B, kompakter Wohnwagen im Retro-Design
- Weinsberg

Hersteller in der (eh.) DDR:
- Bastei Wohnwagen, Karosseriewerke Dresden
- Intercamp (ehemaliger Hersteller), vollisolierte Polyestercaravans
- QEK, VEB Qualitäts- und Edelstahlkombinat, (QEK Junior, QEK Aero, QEK 325)
- Weferlinger Heimstolz
- Würdig (Dübener Ei)

## Zulassungszahlen
Mit Stand Januar 2025 waren laut CIVD in Deutschland 770.008 Wohnwagen zugelassen. Das entspricht einer Steigerung gegenüber dem Vorjahr von nur noch 1,8 %. Nicht erfasst sind nicht angemeldete Wohnwagen (Dauercamper).

## Spezielle Elemente
- Bordspannungssteckdose – Steckdose für zumeist 12 V Gleichspannung
- Hebekippdach – Leichtes Hubdach zur Entlüftung des Wohnwagens

## Ähnliche Fahrzeuge
- Selbstfahrend: Wohnmobil, Wohnbus
- Anhänger: Bauwagen, Zirkuswagen

## Trivia
Nicht alle „wahren Camper alter Schule“ können sich damit anfreunden, dass moderne Technik und Ausstattung über die Jahrzehnte auch vor Freizeitfahrzeugen nicht Halt machen. Ein Autor in Auto Motor und Sport der 70er Jahre gehört dazu: „Leider geht [...] die Tendenz in Richtung Plüsch-Villa auf Rädern. Mit der steht man dann wie Spießer Neureich am Strand und schaut vom Clubsofa aus den Wellenreitern zu. [...] Nun fehlt nur noch der ausklappbare Vorgarten mit Goldfischteich und aufschraubbaren Gartenzwergen.“